# Jackie McDaniels
Jackie McDaniels (1939) è una giocatrice di poker statunitense.

## Biografia
La McDaniels è stata la prima donna ad aver vinto un evento delle WSOP riservato alle sole donne. Si trattava del $100 Limit 7 Card Stud, evento con il buy-in più basso nella storia delle World Series of Poker.
Ha collezionato un altro piazzamento a premi alle WSOP 1980, piazzandosi al secondo posto nell'evento 9 ($600 Mixed Doubles No Limit Hold'em).
La McDaniels si trasferì a Las Vegas nel 1960, entrando poi a far parte del corpo di polizia locale; rimase nella polizia per dieci anni. Successivamente si dedicò al poker ed infine scelse la strada dello spettacolo, divenendo ballerina a 47 anni. Ha lavorato con la nota ballerina Peggy Ryan fino al 2004; successivamente è divenuta parte del cast del musical Las Vegas Follies.

## Braccialetti WSOP
| Anno | Torneo                 | Premio |
| ---- | ---------------------- | ------ |
| 1977 | $100 Limit 7 Card Stud | $5.580 |